# Xúp rau củ

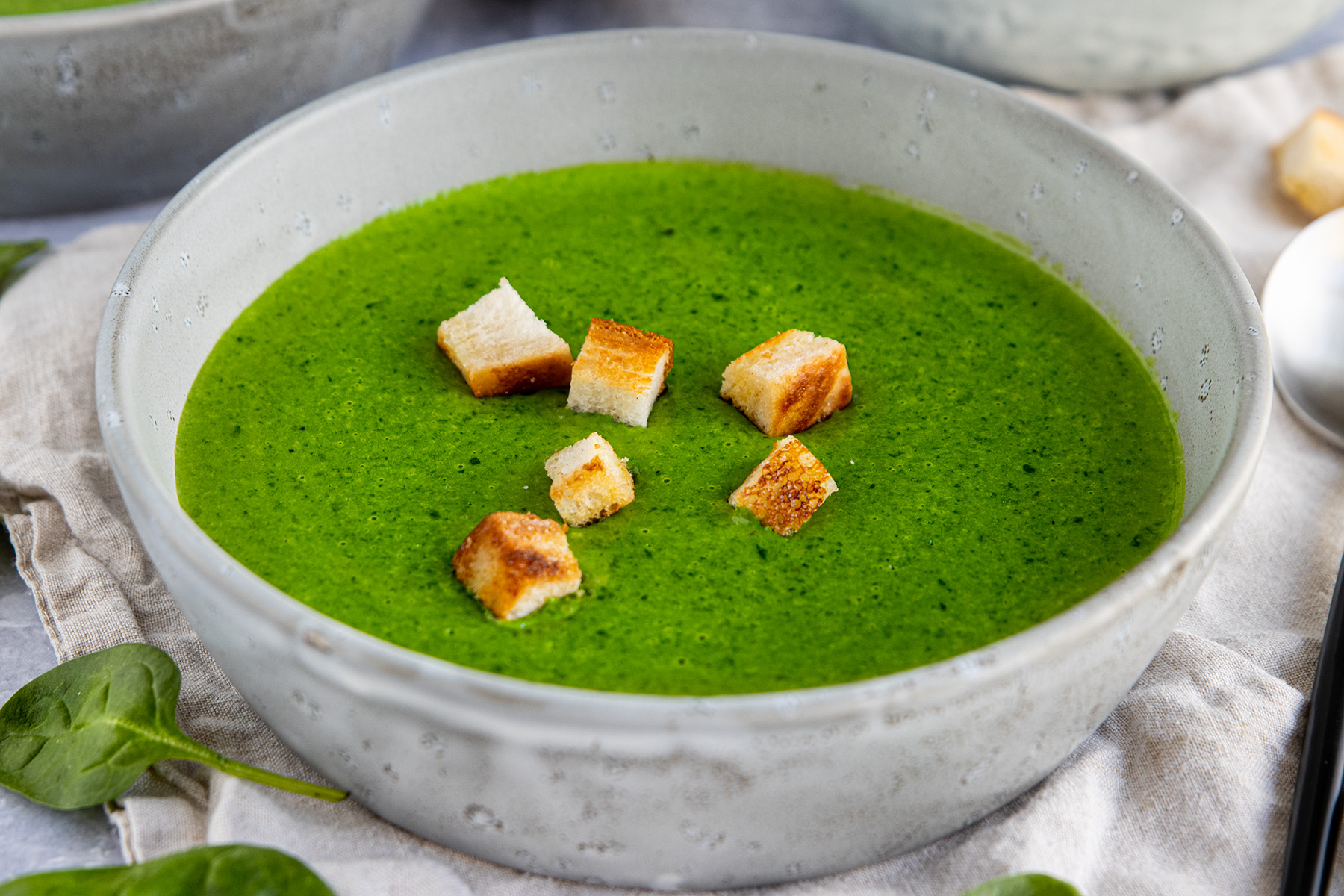
Một món xúp rau bina

Xúp rau củ (Vegetable soup) là một món xúp phổ biến được chế biến bằng rau củ và lá rau làm nguyên liệu chính. Xúp rau củ có từ lịch sử cổ đại và là một sản phẩm thực phẩm được sản xuất hàng loạt trong thời hiện đại. Xúp rau được chế biến bằng rau, lá xanh, nấm và rễ (củ) làm nguyên liệu chính. Một số loại trái cây, chẳng hạn như cà chua và bí được coi là rau trong bối cảnh này. Xúp rau củ có thể được chế biến dưới dạng xúp làm từ nước dùng hoặc xúp kem sệt. 
Các thành phần cơ bản ngoài rau thì còn có thể bao gồm đậu và các loại đậu, ngũ cốc, đậu phụ, mì và mì ống, nước luộc rau hoặc nước dùng, sữa, kem, nước, dầu ô liu hoặc dầu thực vật, gia vị, muối và hạt tiêu, cùng vô số thứ khác. Một số loại xúp rau củ được xay nhuyễn và lọc qua rây, người ra lọc chúng để tạo ra kết cấu mịn. Món xúp rau củ thường được dùng ngay khi còn nóng, mặc dù một số, chẳng hạn như gazpacho, thường được dùng lạnh. Xúp rau củ đôi khi được phục vụ như món tráng miệng hoặc món khai vị. Xúp rau được sản xuất hàng loạt dưới dạng đóng hộp, đông lạnh, sấy khô, dạng bột và xúp ăn liền

## Lịch sử
Xúp rau có từ lịch sử cổ đại. Một cuốn sách dạy nấu ăn của người La Mã thế kỷ thứ V bao gồm một công thức được cho là "tiền thân của món xúp hành tây". Broth được nhắc đến vào khoảng năm 1000 và potage được đề cập vào những năm 1400.. Clifford Wright đã tuyên bố rằng xúp bắp cải có vai trò rất quan trọng trong ẩm thực Ý thời trung cổ. Ở trung tâm Appalachia thì xúp rau củ, còn được gọi là xúp rau mùa đông và xúp đồng quê, là thực phẩm truyền thống chủ yếu và là món ăn phổ biến trong các tháng từ tháng 12 đến tháng 2 của người dân vùng cao Appalachia.